# Três Ilhas
Três Ilhas é um arquipélago localizado na região costeira de Guarapari, Espírito Santo, Brasil, situando-se aproximadamente a 3 km da costa. Apesar do nome, as Três Ilhas são compostas de cinco, sendo elas: Quitongo, Cambaião, Guanchumbas, Leste-Oeste e Guararema.
Há milhares de anos, quando o nível do mar estava muito abaixo do que atualmente, o arquipélago fazia parte do continente, sendo apenas "morros". Estas ilhas são muito apreciadas por mergulhadores, pelas belezas naturais que podem ser encontradas nos recifes submarinos.[carece de fontes?]